# Philesturnus
Philesturnus – rodzaj ptaków z rodziny koralników (Callaeidae).

## Zasięg występowania
Rodzaj obejmuje gatunki występujące endemicznie na Nowej Zelandii.

## Morfologia
Długość ciała 25 cm; masa ciała 61–94 g (samice średnio 70–75 g, samce 80–85 g).

## Systematyka
Rodzaj zdefiniował w 1832 roku francuski zoolog Isidore Geoffroy Saint-Hilaire na łamach Nouvelles Annales du Muséum d’Histoire Naturelle. Jako gatunek typowy Geoffroy Saint-Hilaire wyznaczył kurobroda siodłatego (P. carunculatus).

### Etymologia
- Creadion (Orcadion, Ceradion, Creadium, Creadio): gr. κρεαδιον kreadion „kęs mięsa”, zdrobnienie od κρεας kreas, κρεως kreōs „mięso”; w aluzji do koralów na twarzy[11]. Typ nomenklatoryczny: Vieillot wymienił kilka gatunków, nie wskazując typu nomenklatorycznego; gatunek typowy w ramach późniejszego oznaczenia: Sturnus carunculatus J.F. Gmelin, 1789[12].
- Philedon: gr. πιληδονος philēdonos „lubiący przyjemność”, od φιλεω phileō „kochać”; ἡδονη hēdonē „przyjemność”[13]. Typ nomenklatoryczny: Cuvier wymienił kilkanaście gatunków, nie wskazując typu nomenklatorycznego; gatunek typowy w ramach późniejszego oznaczenia: Sturnus carunculatus J.F. Gmelin, 1789[14].
- Philesturnus: zbitka wyrazowa nazw rodzajów: Philedon Cuvier 1817 (filemon) oraz Sturnus Linnaeus, 1758 (szpak)[15].
- Oxystomus: gr. οξυς oxus „ostry, spiczasty”; στομα stoma, στοματος stomatos „usta”[16]. Typ nomenklatoryczny: Sturnus carunculatus J.F. Gmelin, 1789.

### Podział systematyczny
Do rodzaju należą następujące gatunki:
- Philesturnus rufusater (Lesson, 1828) – kurobród północny
- Philesturnus carunculatus (J.F. Gmelin, 1789) – kurobród siodłaty